# エンドレス・ラブ
『エンドレス・ラブ』（Endless Love）は、フランコ・ゼフィレッリ監督による1981年公開のアメリカ映画。スコット・スペンサーの小説の映画化作品である。
聖少女といわれたブルック・シールズ（撮影当時15歳）の美しさが目を引く。ダイアナ・ロスとライオネル・リッチーによる同名主題歌がアカデミー主題歌賞にノミネートされ、この年最大のヒット曲となった。また、放火をそそのかすデヴィッドの友人ビリー役でトム・クルーズが数秒出演し、映画デビューしている。日本での配給は当初はCICにするつもりだったが東宝東和に変更された。

## ストーリー
15歳のジェイドと17歳のデヴィッドは互いの両親も公認の恋人同士。ある日、ジェイドの部屋でデヴィッドが全裸でいたのを父親に見られてしまう。母親は寛容だったがその後、デヴィッドが朝帰りしたところも見られて、勉学の妨げになると引き離される。デヴィッドが会いたい一心で、ジェイドの家に放火したことから悲劇が始まる。

## キャスト
| 役名                                       | 俳優                     | 日本語吹替 | 日本語吹替 |
| 役名                                       | 俳優                     | 日本テレビ版                                                                                                  | ソフト版   |
| ------------------------------------------ | ------------------------ | --- | ---------- |
| ジェイド・バターフィールド                 | ブルック・シールズ       | 紺野美沙子 | 勝田晶子   |
| デヴィッド・アクセルロッド                 | マーティン・ヒューイット | 鶴見辰吾 | 福山潤     |
| アン・バターフィールド（ジェイドの母）     | シャーリー・ナイト       | 今井和子 | 堀越真己   |
| ヒュー・バターフィールド（ジェイドの父）   | ドン・マレー             | 小林勝彦 | 花田光     |
| アーサー・アクセルロッド（デヴィッドの父） | リチャード・カイリー     | 西田昭市 | 西村知道   |
| ローズ・アクセルロッド（デヴィッドの母）   | ベアトリス・ストレイト   | 公卿敬子 |            |
| キース・バターフィールド（ジェイドの兄）   | ジミー・スペイダー       | 安原義人 | 中國卓郎   |
| サミー・バターフィールド（ジェイドの弟）   | アイアン・ジーリング     | |            |
| イングリッド・オーケスタ                   | ペネロープ・ミルフォード | 幸田直子 |            |
| ビリー                                     | トム・クルーズ           | 秋元羊介 |            |
| 不明 その他                                |                          | 塩屋翼 平林尚三 滝沢ロコ 小島敏彦 伊井篤史 鹿島信哉 中村紀子子 小室正幸 鈴木三枝 小竹外登美 達依久子 堀内賢雄 |            |
|                                            |                          | |            |
| 演出                                       | 演出                     | 松川陸 |            |
| 翻訳                                       | 翻訳                     | 吉田由紀子 |            |
| 効果                                       |                          | |            |
| 調整                                       | 調整                     | 遠西勝三 |            |
| 制作                                       | 制作                     | ニュージャパンフィルム                                                                                        |            |
| 解説                                       |                          | |            |
| 初回放送                                   | 初回放送                 | 1984年5月2日 『水曜ロードショー』 ※BD収録                                                                     |            |

## 主題歌
- 「エンドレス・ラブ」 - ライオネル・リッチーとダイアナ・ロスによるデュエット・ソング。第54回アカデミー賞の主題歌賞にノミネートされた。

## その他
- 第2回ゴールデンラズベリー賞で、7部門でノミネートされた。

## リメイク
2014年にアレックス・ペティファーとガブリエラ・ワイルド主演でリメイクされた。